# Patócs Béla
Patócs Béla (Gyöngyös, 1952. május 20. –) vívóedző, testnevelő tanár. A Diósgyőri Vívó Egyesület vezetőedzője, több miskolci gimnáziumban dolgozott testnevelő tanárként.

## Életrajza
1964-ben kezdett el vívni. Első osztályú minősítésű vívó volt tőrben (1972, 1976), kardban (1973) és párbajtőrben. 1975-ben végezte el a Testnevelési Főiskola vívó szakedzői szakát (nappali tagozaton). Tanárai közt volt Bay Béla (kardvívás). Főiskolásként is a Diósgyőr-Vasgyári Testgyakorlók Köre (DVTK) színeiben versenyzett. 1975-90 között a DVTK vívószakosztályának főfoglalkozású edzője, 1980-tól vezetőedzője volt. 1992-ben a DVTK csődje után megalakult a Diósgyőri Vívó Egyesület (DVE).
1990-től a miskolci Kossuth Lajos Evangélikus Gimnáziumban, 1992-től pedig az Avasi Gimnáziumban dolgozott testnevelő tanárként, de mellékállásban ekkor is az egyesület edzője volt. 2012-ben történt nyugdíjba vonulása óta jelenleg is a klub vezetőedzője. Munkája elismeréseként a Magyar Vívószövetség több alkalommal „Kiváló Nevelőedző” kitüntetésben részesítette. 2009-ben Miskolc város közgyűlése „Miskolc Város Sportjáért” díjjal tüntette ki.
Tanítványai közül lánya, Patócs Petra kadet (1996) és junior (1998) világbajnok, Sütő Dávid junior Európa-bajnok (2009) és junior vb ezüstérmes (2011), Nagy Kinga kadet vb ezüstérmes (2014, 2015) lett. A hazai bajnokságokban 30-nál több utánpótlás országos bajnoki címet szerzett tanítványaival.

### Érdekességek
Szakmai lektorként közreműködött A történelmi kardvívás alapjai. Módszertani segédlet önállóan edzőknek c. vívókönyv elkészítésében. A segédlet Gerentsér László főművének tekinthető A modern kardvívás (1944) c. könyv felhasználásával készült, és 2016-ban töltötték fel a Magyar Elektronikus Könyvtárba.

## Díjai, elismerései
- A magyar vívósport legeredményesebb utánpótlásedzője (1998)
- „Miskolc Város Sportjáért” díj (2009)[6][7]
- ötszörös „Kiváló nevelőedző”

## Tanítványai (párbajtőr)
- Patócs Petra
  - kadet vb 5. helyezett (Párizs, 1995)
  - kadet világbajnok (Belgium, 1996, egyéni)
  - junior világbajnok (Venezuela, 1998, csapat)
  - junior vb ezüstérmes (Venezuela, 1998, egyéni)
  - junior vb ezüstérmes (Keszthely, 1999, csapat)
  - junior vb 5. helyezett (Keszthely, 1999, egyéni)
  - Miskolci „Az Év Sportolója” díj (1996)[8][9]
- Sütő Dávid
  - junior Európa-bajnok (Dánia, 2009, csapat)[10]
  - junior vb ezüstérmes (Jordánia, 2011)
  - Miskolci „Az Év Sportolója” díj (2009)[11]
- Nagy Kinga[12]
  - kadet vb ezüstérmes (Plovdiv, 2014, egyéni)
  - kadet vb ezüstérmes (Taskent, 2015, egyéni)
  - kadet Eb ezüstérmes (Maribor, 2015, csapat)
  - háromszoros kadet magyar bajnok (2013, 2014, 2015, egyéni)[13]
  - kétszeres kadet magyar bajnok (csapat)
  - kadet ob ezüstérmes (2015, csapat)
  - junior vk 4. helyezett (Helsinki, 2015, csapat)[14]
  - junior vk bronzérmes (Burgos, 2017, egyéni és csapat)[15]
  - junior Eb 5. helyezett (Plovdiv, 2017, csapat)[16]
  - junior Eb 5. helyezett (Szocsi, 2018, egyéni és csapat)[17]
  - junior vb bronzérmes (Verona, 2018, egyéni)[18]
- Arday Péter[19]
  - serdülő magyar bajnok (2004, egyéni)[20]
- Bukócki Bianka[21]
  - kadet vb 7. helyezett (Plovdiv, 2004)
  - kadet vb 9. helyezett (2005)
  - junior Eb 8. helyezett (Tapolca, csapat)
  - Miskolci „Az Év Sportolója” díj (2005)
  - „Észak-Magyarország Legjobb Utánpótlás Sportolója” (2005)
- Fügedi Anna[22]
  - négyszeres diákolimpiai bajnok (2009, 2010, 2011, 2012, csapat)
  - újonc magyar bajnok (csapat)
  - serdülő magyar bajnok (2010, csapat)